# Thomas Aquinas Graf
Thomas Aquinas Graf OSB (* 22. November 1902 in Ortenburg als Wilhelm Graf; † 24. März 1941 in München) war ein deutscher Benediktinermönch und Abt von Schweiklberg.

## Leben
Die Profess legte er am 10. Mai 1923 in Schweiklberg ab. Die Priesterweihe erfolgte  am 8. Juli 1928 in Schweiklberg. Zum 2. Abt wurde er am 29. April 1935 gewählt. Die Abtbenediktion empfing er am 5. Juni 1935 in Schweiklberg.

## Schriften (Auswahl)
- De subiecto psychico virtutum cardinalium secundum doctrinam scholasticorum usque ad medium saec. XIV. Rom 1934, OCLC 878320838.
- De subiecto psychico gratiae et virtutum. Secundum doctrinam scholasticorum usque ad medium saeculum XIV. Pars 1, 2. De subiecto virtutum cardinalium. Rom 1935, OCLC 481679437.
- Vida beneditina. Rio de Janeiro 1937, OCLC 23055930.